# 江藤栄吉
江藤 栄吉（えとう えいきち、1876年（明治9年）12月 - 1928年（昭和3年）4月27日）は、広島県出身の教育者、政治家。衆議院議員（立憲民政党）。

## 経歴
1876年、広島市に生まれる。東京高等師範学校、東京帝国大学法学部を卒業。東京高等師範学校訓導、栃木県師範学校教諭を歴任後、1917年、広島市の旧制修道中学校（現修道中学校・修道高等学校）校長、1921年、天津同文書院監督、1926年、天津中日学院監督を務める。第15回衆議院議員総選挙（1924年実施）の広島県第一区補欠選挙に立憲民政党から立候補し当選（1926年11月13日）。1928年4月27日、逝去。

## 著書
- 江藤榮吉『国民精神の発現発達及将来』広島県高田郡私立教育会、1917年。